# Philippe Donnay
Philippe Donnay (Leuven, 31 mei 1975 - Brussel, 22 oktober 2021) was een Belgisch topambtenaar.

## Biografie
Philippe Donnay promoveerde in 1998 tot doctor in de internationale monetaire economie aan de Université catholique de Louvain. In december 1999 ging hij als macro-econoom bij de Bank Degroof aan de slag. In september 2004 maakte hij de overstap naar CEPESS, de studiedienst van de cdH. Hij werd tevens economisch, financieel en budgettair raadgever van cdH-voorzitter Joëlle Milquet. In april 2006 werd Donnay hoofdeconoom van het Verbond van Belgische Ondernemingen.
In januari 2008 keerde hij terug naar de cdH. Hij werd adjunct-kabinetschef van minister van Werk Josly Piette en na de vorming van de regering-Leterme van Milquet, die tevens vicepremier en minister van Gelijke Kansen was. In december dat jaar volgde de promotie tot kabinetschef. In december 2011 volgde hij Milquet, die minister van Binnenlandse Zaken en Gelijke Kansen werd.
In mei 2014 werd Donnay in opvolging van Henri Bogaert commissaris van het Federaal Planbureau. Hij overleed onverwachts in oktober 2021.